# Лендак
Лендак (словац. Lendak) — село в Словаччині, Кежмарському окрузі Пряшівського краю. Розташоване на півночі східної Словаччини, під Високими Татрами в північно—західній частині Попрадської угловини.

## Історія
Вперше село згадується у 1288 році.

## Пам'ятки культури
- Готичний римо-католицький костел з 14 століття
- Руїни палацу із 17 століття в стилі бароко

## Населення
| Рік:            | 1994. | 2004.    | 2014.    | 2024.   |
| --------------- | ----- | -------- | -------- | ------- |
| Кількість осіб: | 4018  | 4628     | 5153     | 5634    |
| Різниця:        |       | +15,18 % | +11,34 % | +9,33 % |

| Рік:            | 2023. | 2024.   |
| --------------- | ----- | ------- |
| Кількість осіб: | 5567  | 5634    |
| Різниця:        |       | +1,20 % |

В селі проживає 5019 осіб.
Національний склад населення (за даними останнього перепису населення — 2001 року):
- словаки — 99,04 %
- поляки — 0,04 %

Склад населення за приналежністю до релігії станом на 2001 рік:
- римо-католики — 98,86 %,
- протестанти — 0,09 %,
- греко-католики — 0,09 %,
- православні — 0,02 %,
- не вважають себе віруючими або не належать до жодної вищезгаданої церкви — 0,94 %